# Mary Karooro Okurut
Mary Busingye Karooro Okurut (sinh ngày 8 tháng 12 năm 1954 và mất ngày 11 tháng 8 năm 2025), thường được gọi là Mary Karooro Okurut, là một nhà giáo dục, tác giả và chính trị gia người Uganda. Bà là Bộ trưởng Nội các hiện tại phụ trách các Nhiệm vụ Tổng thống tại Văn phòng Thủ tướng trong Nội các Uganda. Bà được bổ nhiệm vào chức vụ đó vào ngày 6 tháng 6 năm 2016. Trước đó, từ ngày 1 tháng 3 năm 2015 đến ngày 6 tháng 6 năm 2016, bà là Bộ trưởng Nội các vì An ninh Quốc gia. Bà được bổ nhiệm vào chức vụ đó vào ngày 1 tháng 3 năm 2015, thay thế Wilson Muruli Mukasa, người được bổ nhiệm làm Bộ trưởng Bộ giới và các vấn đề xã hội. Từ năm 2012 đến năm 2015, bà là Bộ trưởng Bộ Giới tính và các vấn đề xã hội trong Nội các Uganda. Bà được bổ nhiệm vào vị trí đó vào năm 2012. Okurut thay thế Syda Bumba, người đã từ chức khỏi Nội các. Mary Karoro Okurut cũng phục vụ như là thành viên được bầu của Quốc hội cho khu vực bầu cử phụ nữ Quận Bushenyi

## Bối cảnh và giáo dục
Bà sinh ra ở quận Bushenyi vào ngày 8 tháng 12 năm 1954. Bà theo học trường tiểu học Bweranyangi và trường trung học cấp 2 Bweranyangi Girls cho giáo dục tiểu học và trung học, theo thứ tự đó. Năm 1972, ở tuổi 18, bà vào Trinity College Nabbingo để thực hiện giáo dục trung học. Năm 1974, bà vào Đại học Makerere, tốt nghiệp năm 1977 với bằng Cử nhân Văn học (BA.Lit). Ba năm sau, vào năm 1981, bà tốt nghiệp với bằng Thạc sĩ Văn học (MA.Lit), cũng từ Đại học Makerere. Năm 1982, bà đã bổ sung Văn bằng Giáo dục (Dip.Ed), cũng từ trường đại học này.